# Corridor paneuropéen X

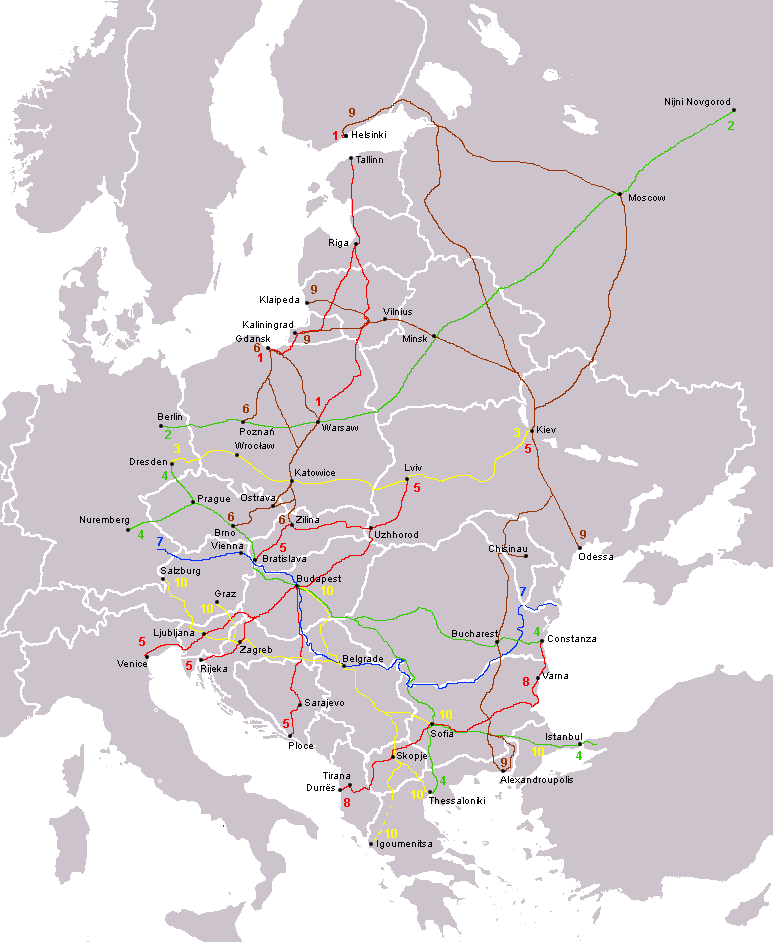
Carte des dix Corridors de transport paneuropéens

Le corridor X est un des corridors paneuropéens. Il relie Salzbourg en Autriche et Thessalonique en Grèce. Il traverse l'Autriche, la Slovénie, la Croatie, la Serbie, la Macédoine et la Grèce. Il est composé de quatre branches.
La Banque européenne pour la reconstruction et le développement a fourni des fonds pour soutenir le développement des infrastructures le long du corridor.

## Branches
X : Salzbourg - Ljubljana - Zagreb - Belgrade - Niš - Skopje - Vélès - Thessalonique.
- Branche A : Graz - Maribor - Zagreb
- Branche B : Budapest - Novi Sad - Belgrade
- Branche C : : Niš - Sofia - Plovdiv - Dimitrovgrad - Istanbul via le corridor IV
- Branche D : Vélès - Prilep - Bitola - Flórina - Igoumenitsa (Via Egnatia)

La branche A du corridor X suit la route européenne E59 sur la totalité de son trajet.